# 135799 Ráczmiklós
135799 Ráczmiklós è un asteroide della fascia principale. Scoperto nel 2002, presenta un'orbita caratterizzata da un semiasse maggiore pari a 2,5829954 UA e da un'eccentricità di 0,1158543, inclinata di 4,13373° rispetto all'eclittica.